# Doodstraf in Noorwegen
De doodstraf in Noorwegen (Noors: dødsstraff) werd voor vredestijd afgeschaft bij wet in 1902 en in de praktijk gebracht in 1905. Voor handelingen in oorlogstijd werd deze afgeschaft in 1979.
De laatste executie in vredestijd werd uitgevoerd op 25 februari 1876, toen Kristoffer Nilsen Svartbækken Grindalen onthoofd werd in Løten.

## Geschiedenis

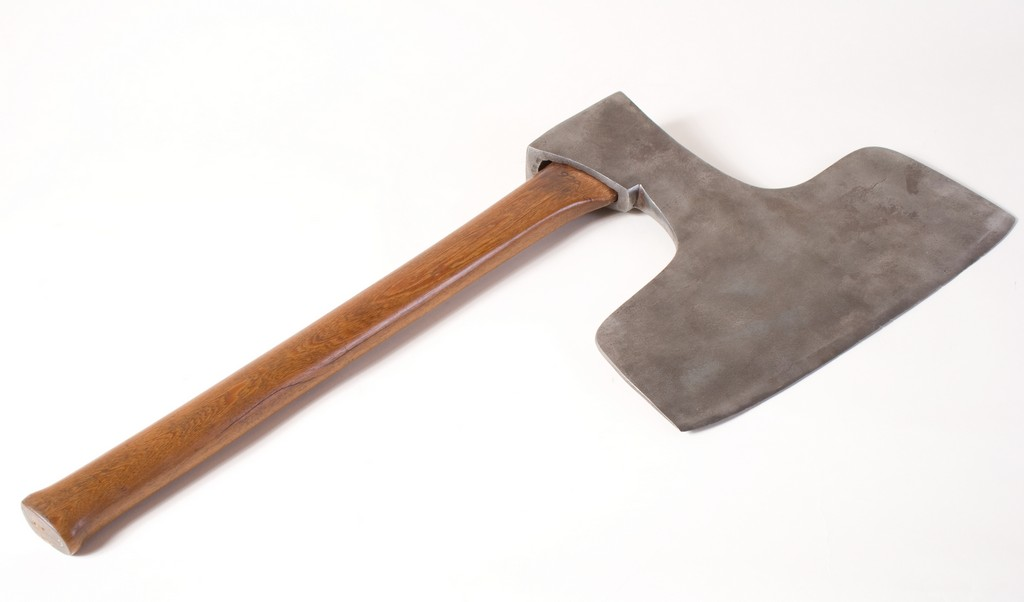
bijl van beul (1742) (Justismuseet, Trondheim)

Als aanvulling tot de gewoonlijke doodstraffen voor moord en verraad, kende de vroegere Noorse wet ook doodstraffen voor hekserij. Tijdens de heksenvervolgingen in de 16e en 17e eeuw werden 300 mensen levend verbrand in Noorwegen. Ongeveer 100 van hen kwamen uit de regio Vardø.

## Vanaf 1800
Tegen 1815 werden de wreedste wijzen van executie afgeschaft en onthoofding of de dood door de kogel waren de overgebleven wijzen. De doodstraf kon alleen verkregen worden voor moord met voorbedachten rade of voor verraad.
Tijdens de bezetting van Noorwegen door Duitsland werd de doodstraf ingevoerd door het regiem van Vidkun Quisling in september 1942. Op 16 augustus 1943 werden de eerste van in totaal negentien executies uitgevoerd, als eerste bij Gunnar Eilifsen voor het niet volgen van bevelen. Hiervoor golden de Duitse wetten en vierhonderd Noren waren al eerder geëxecuteerd. In 1941 stemde de gevluchte regering van Nygaardsvoild in Londen voor een naoorlogse doodstraf, voor zowel marteling als moord. Dit resulteerde in doodstraffen van 37 personen: 25 Noren en 12 Duitsers.
De laatste voltrekking vond plaats op 27 augustus 1948, toen Ragnar Skacke voor het vuurpeloton werd geplaatst bij het Akershus.

## Europese conventie voor de Rechten van de Mens
In 1988 tekende Noorwegen protocol 6 van de Europese verklaring van de rechten van de mens, die het gebruik van de doodstraf in vredestijd afkeurt. Noorwegen is ook een algemeen tegenstander van de doodstraf buiten zijn landsgrenzen.

## Publieke opinie
Publieke enquêtes toonden dat dat ongeveer 1 op de 4 Noren de doodstraf ingevoerd wil zien, waarbij de grootste aanhang zich bevindt binnen de Fremskrittspartiet, waar 51% zich achter de doodstraf schaarde.